# Mold, Wales
Mold (walesiska: Yr Wyddgrug) är en stad och community i Storbritannien.   Den ligger i riksdelen Wales, i den södra delen av landet, 270 km nordväst om huvudstaden London. Mold är huvudort i kommunen Flintshire och antalet invånare är 10 150 (2021).